# Rothenberg (Naturschutzgebiet)
Das Naturschutzgebiet Rothenberg liegt im Landkreis Mainz-Bingen in Rheinland-Pfalz. Das etwa 13,9 ha große Gebiet, das im Jahr 1999 unter Naturschutz gestellt wurde, erstreckt sich südlich der Ortsgemeinde Nackenheim entlang der Landesstraße L 431 und der Bundesstraße B 9. Unweit östlich fließt der Rhein.